# Henk Boon
Henk Boon (Hoek van Holland, 23 maart 1956) is een Nederlands voormalig voetballer. In de jaren 70 kwam hij uit in de Eredivisie voor de club FC Den Haag. Hoewel hij hier aan spelen toekwam kende hij veel blessureleed, en op zijn 21e moest hij stoppen na een blessure aan zijn enkel.
Hierna speelde hij op amateurniveau weer bij zijn jeugdclub v.v. Hoek van Holland. Ook werd hij trainer van de amateurclubs 's-Gravenzandse VV en BVCB. Vanaf 2010 is hij trainer van de fusieclub HVC '10 waarin de v.v. Hoek van Holland is opgegaan. In 2009 werd hij kampioen in de derde klasse met BVCB en in 2011 in dezelfde klasse met HVC '10.
Buiten het voetbal werkte Boon als manager van tenniscentra, en bij de Hogeschool Rotterdam.